# Семеен заговор
„Семеен заговор“ (на английски: Family Plot) е американски трилър от 1976 г., последният филм на режисьора Алфред Хичкок. Филмът се базира на романа на английския писател Виктор Канинг „The Rainbird Pattern“ Архив на оригинала от 2014-05-21 в Wayback Machine., като филмовия сценарий е написан от Ърнест Леман. Във филма участват Карън Блек, Брус Дърн, Барбара Харис и Уилям Дивайн. Филма е представен на Кинофестивала в Кан през 1976 г., извън официалната програма на фестивала.

## Сюжет
Внимание:  Текстът по-долу разкрива сюжета на произведението (или части от него)!
Във филма се преплитат две паралелни сюжетни линии. В едната от тях Бланш Тейлър (Барбара Харис), която работи като гадателка и медиум, и нейният приятел Джордж Лъмли (Брус Дърн), който работи като таксиметров шофьор, издирват по поръка на богатата Джулия Рейнбърд (Катлийн Несбит) нейния отдавна изчезнал племенник. Той е бил даден за осиновяване като бебе преди много години, и възрастната дама желае да го открие и да му остави цялото си състояние. В другата сюжетна линия бижутерът Артър Адамсън (Уилям Дивейн) и приятелката му Фран (Карън Блек) отвличат богаташи срещу откуп. Накрая двете сюжетни линии се пресичат, когато се оказва, че издирваният племенник е всъщност престъпникът-бижутер.

## В ролите
| Актьор         | Роля                      |
| -------------- | ------------------------- |
| Карън Блек     | Фран                      |
| Брус Дърн      | Джордж Лъмли              |
| Барбара Харис  | Бланш Тейлър              |
| Уилям Дивейн   | Артър Адамсън/Еди Шубридж |
| Катлийн Несбит | Джулия Рейнбърд           |
| Ед Лотър       | Джо Малоуни               |
| Катрин Хелмънд | г-жа Малоуни              |

## Камео на Алфред Хичкок
Алфред Хичкок се появява в камео роля – като силует зад стъклената врата на Службата „Регистрация на раждания и умирания“.

## Награди и номинации
| Награди                                                   | Награди                                 | Награди        | Награди                        |
| Награда                                                   | Категория                               | Име            | Резултат                       |
| --------------------------------------------------------- | --------------------------------------- | -------------- | ------------------------------ |
| Награди на Националния съвет на кинокритиката на САЩ-1976 | Най-добрите десет филма                 | семеен заговор | награда: включване в десетката |
| Награди „Едгар Алан По“-1977                              | Най-добър криминален филм               | Ърнест Леман   | награда „Едгар Алан По“        |
| Награди „Златен глобус“-1977                              | Най-добра актриса в комедия или мюзикъл | Барбара Харис  | номинация                      |
| Награда на Гилдията на американските сценаристи-1977      | най-добър адаптиран сценарий            | Ърнест Леман   | номинация                      |